# L. Frank Baum
Lyman Frank Baum, detto L. Frank (Chittenango, 15 maggio 1856 – Glendale, 6 maggio 1919), è stato uno scrittore e produttore cinematografico statunitense.
A Baum si deve il celebre romanzo della letteratura per bambini Il meraviglioso mago di Oz.

## Biografia

### Gioventù
Baum nacque a Chittenango il 15 maggio del 1856. Figlio di Benjamin Ward Baum e Cynthia Stanton, di origini tedesche, era il settimo di nove fratelli, dei quali solo cinque raggiunsero la maggiore età. Fu chiamato "Lyman" in onore di un suo zio paterno, ma preferì sempre farsi chiamare "Frank".
Benjamin Baum era un ricco uomo d'affari, che aveva fatto fortuna con i pozzi petroliferi della Pennsylvania. Frank crebbe nella grande villa dei genitori, Rose Lawn ("prato di rose"), luogo che ricordò per tutta la vita come una sorta di paradiso. Da piccolo ebbe un precettore che insegnava a lui e ai suoi fratelli a casa, ma all'età di 12 anni fu mandato alla Accademia Militare di Peekskill. Frank era un bambino gracile e un sognatore, e forse la decisione di mandarlo all'Accademia fu motivata dal desiderio dei genitori di rinforzarne il carattere e la costituzione. Dopo due dolorosi anni passati all'accademia, Frank ebbe un incidente che fu descritto dai medici come un attacco di cuore, e gli fu consentito di tornare a casa.
Fin da giovanissimo Frank dimostrò di amare la carta stampata e la scrittura. Suo padre gli comprò una piccola pressa tipografica, che Frank, con l'aiuto del fratello minore Harry Clay Baum, usò per realizzare un giornale, The Rose Lawn Home Journal. Del giornale furono pubblicati diversi numeri e i due fratelli arrivarono persino a riuscire a vendere qualche spazio pubblicitario sulle loro pagine. All'età di 17 anni, Frank aveva dato inizio a un secondo giornale amatoriale, The Stamp Collector ("Il Collezionista di Francobolli").
Nello stesso periodo Frank sviluppò una passione per il teatro che l'avrebbe accompagnato per tutta la vita, conducendolo più volte vicino alla bancarotta. Il suo primo fallimento fu all'età di 18 anni, quando una compagnia teatrale locale lo convinse a finanziare l'acquisto di un nuovo guardaroba di costumi, promettendogli di farlo recitare come protagonista sul palco; promessa che non fu poi mantenuta. Deluso, Baum si allontanò (temporaneamente) dal teatro e incominciò a lavorare come impiegato nella società di suo cognato a Syracuse.
A vent'anni Baum scoprì una nuova vocazione, l'avicoltura, e si specializzò in particolare nell'allevamento di una razza di pollo, l'Amburgo. Nel 1880 fondò un nuovo giornale sull'allevamento di pollame da esibizione, The Poultry Record, e nel 1886, a trent'anni, pubblicò il suo primo libro, The Book of the Hamburgs: A Brief Treatise upon the Mating, Rearing, and Management of the Different Varieties of Hamburgs ("Il libro degli Amburgo: breve trattato sull'accoppiamento, l'allevamento e la gestione di diverse varietà di Amburgo").
L'allevamento avicolo, però, non bastò a tenere Baum lontano dal teatro. Baum recitò più volte con lo pseudonimo di Louis F. Baum, e nel 1880 divenne direttore di una catena di teatri di proprietà del padre. Da quel momento Baum incominciò a scrivere per il teatro e ad assoldare compagnie di attori con cui recitare. Ebbe un grande successo con The Maid of Arran, un melodramma basato su un romanzo popolare, per il quale scrisse anche alcune canzoni e nel quale recitò come protagonista.
Il 9 novembre 1882 Baum sposò Maud Gage, figlia di Matilda Joslyn Gage, una famosa attivista del suffragio femminile.

### Gli anni nel Dakota del Sud
Nel luglio del 1888 Baum e la moglie si trasferirono ad Aberdeen, nel Dakota del Sud, dove Baum aprì un negozio, il "Baum's Bazaar". L'abitudine di Baum a fare sistematicamente credito ai clienti, tuttavia, portò presto il negozio alla bancarotta. Tornando alle sue antiche passioni, Baum fondò un nuovo giornale, The Aberdeen Saturday Pioneer, del quale curava personalmente la rubrica Our Landlady. La descrizione che Baum avrebbe fatto anni dopo del Kansas, nel Meraviglioso Mago di Oz, è in gran parte basata sui suoi ricordi della terra arida del Dakota del Sud.

### Baum diventa scrittore

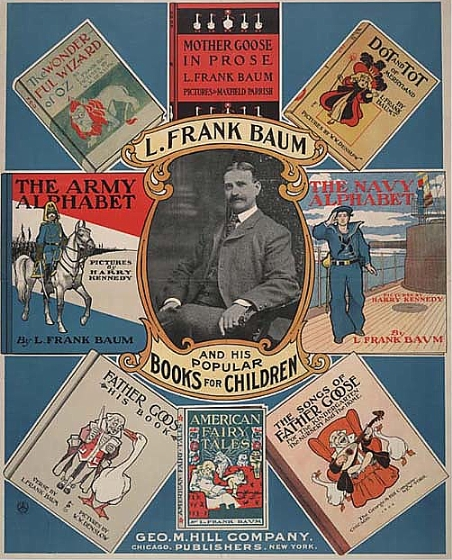
Manifesto pubblicitario dei Popular Books For Children di Baum, 1901

Anche il Pioneer fallì (nel 1891), e i Baum si trasferirono a Chicago, dove Frank si mise a lavorare come reporter per l'Evening Post e, contemporaneamente, come venditore porta-a-porta di porcellane. La svolta avvenne nel 1897, anno in cui Baum pubblicò Mother Goose in Prose, una raccolta di filastrocche di Mamma Oca trascritte in prosa e illustrate da Maxfield Parrish. Il libro ebbe un discreto successo, e Baum poté abbandonare il suo lavoro di venditore ambulante. Nel 1899, in collaborazione con l'illustratore W. W. Denslow, Baum pubblicò Father Goose: His Book, una raccolta di poesie nonsense, che divenne il libro per bambini più venduto dell'anno.

### Il meraviglioso mago di Oz
Nel 1900 Baum e Denslow pubblicarono Il meraviglioso mago di Oz che ebbe un successo trionfale; apprezzato dalla critica, il Mago di Oz fu anche bestseller per ben due anni consecutivi. Sulla scorta di questo successo, Baum realizzò negli anni successivi ben tredici romanzi ambientati nel Paese di Oz.
Due anni dopo la pubblicazione del Mago di Oz, Baum e Denslow si unirono al compositore Paul Tietjens e al direttore d'orchestra Julian Mitchell per realizzare un adattamento del romanzo in musical. Lo spettacolo fu rappresentato a Broadway 293 volte dal 1902 al 1911, e in seguito fu portato in tournée per tutti gli Stati Uniti. Vi recitavano Dave Montgomery (nel ruolo del Boscaiolo di Latta) e Fred Stone (lo Spaventapasseri), divenuti celebri proprio con quello spettacolo. L'adattamento teatrale era un po' diverso dal romanzo ed era pensato per un pubblico adulto. Il cane Toto venne sostituito con "la Mucca Imogene", inoltre vennero introdotti due nuovi personaggi, vittime del ciclone insieme a Dorothy: la cameriera Tryxie Tryfle e il tramviere Pastoria.

### Dopo il successo
Nel 1901 Baum e Denslow collaborarono a un nuovo progetto, il romanzo Dot and Tot of Merryland, che risultò un fallimento, e pose fine al sodalizio fra i due. Baum continuò a scrivere romanzi sul Paese di Oz, sebbene a più riprese dichiarasse di volere smettere e dedicarsi a romanzi con altre ambientazioni (fra questi, si possono ricordare La storia e le avventure di Babbo Natale e La storia del mantello magico). Su richiesta del pubblico e dei bambini, comunque, alla fine Baum tornava sempre alla sua serie più fortunata. Per i suoi libri "non-Oz", Baum usò numerosi pseudonimi, fra cui Edith Van Dyne (per la serie Aunt Jane's Nieces), Laura Bancroft (Twinkle and Chubbins, Policeman Bluejay), Floyd Akers (la serie di Sam Steele), Suzanne Metcalf (Annabel), Schuyler Staunton (Daughters of Destiny), John Estes Cooke e "capitan" Hugh Fitzgerald. Pubblicò anche un libro anonimo, The Last Egyptian: A Romance of the Nile.
Negli ultimi anni della sua vita Baum tornò a indebitarsi, e la sua situazione fu peggiorata da problemi di salute. Continuò a scrivere e finanziare musical, ricavandone ulteriori danni economici. Uno dei fiaschi più catastrofici fu il suo Fairylogues and Radio Plays (1908), una rappresentazione teatrale sperimentale che combinava proiezione di diapositive e di sequenze filmate, attori sul palco e Baum che leggeva una sorta di diario di viaggio nel Paese di Oz. Baum non riuscì a ripagare la società che aveva realizzato la pellicola, e gli occorse quasi un decennio per rimettere in sesto le proprie finanze. Tra l'altro, dovette vendere i diritti di gran parte dei suoi lavori, incluso lo stesso Mago di Oz.
Baum morì il 6 maggio 1919 e fu sepolto nel Forest Lawn Memorial Park Cemetery a Glendale (California). Il suo ultimo libro, Glinda of Oz, fu pubblicato nel 1920, un anno dopo la sua morte. La serie di Oz fu poi continuata da altri autori, tra cui Ruth Plumly Thompson (che scrisse diciannove romanzi della serie).

## Pensiero

### Politica
Durante gli eventi che condussero al Massacro di Wounded Knee, Baum scrisse un editoriale razzista per il Saturday Pioneer, definendo "cani piagnucolosi" i nativi americani e auspicando che fossero sterminati. Dopo il massacro, Baum rincarò la dose in un secondo editoriale, in cui criticò il governo degli Stati Uniti per essere stato troppo blando e insistendo che gli indigeni fossero "spazzati via dalla faccia della Terra". Entrambi gli editoriali furono scritti da Baum nel periodo in cui la sua fortuna era in declino. Alcuni dei libri di Baum, inclusi due della serie di Oz, sono stati criticati per l'utilizzo di stereotipi razzisti nella rappresentazione degli afroamericani, ne Il meraviglioso mago di Oz è stata inoltre riconosciuta una presunta riflessione anti-immigrazionista.
Un errore comune nell'interpretazione del Meraviglioso Mago di Oz consiste nel leggerlo come parabola sul populismo (in particolare con riferimento al bimetallismo). Nulla nella biografia di Baum suffraga questa interpretazione, sebbene esistano alcuni curiosi paralleli fra certi passaggi del libro e certi personaggi storici.

### Religione
Baum era originariamente un seguace della Chiesa episcopale, ma nel 1897 lui e sua moglie divennero teosofisti. Le sue opinioni religiose, comunque, non traspaiono nei suoi scritti. In tutta la serie di Oz compare solo una volta una chiesa, quella di porcellana a cui Dorothy bussa nel Mago di Oz. Baum aderì forse alla Massoneria, ma sicuramente vi aderì il padre.
I Baum mandavano i loro figli alla "Ethical Culture Sunday School" di Chicago, in cui si davano insegnamenti morali ma non religiosi.

## Citazioni e omaggi
- John Ritter realizzò nel 1990 un film biografico per la televisione ispirato alla vita di Baum: The Dreamer of Oz: The L. Frank Baum Story.

## Opere
Tutti i romanzi di Baum sono di pubblico dominio. Molti sono disponibili presso il Progetto Gutenberg.

### Libri di Oz
- The Wonderful Wizard of Oz, George M. Hill 1900. Illustrato da W. W. Denslow. Pubblicato in italiano con il titolo Il meraviglioso mago di Oz.
- The Marvelous Land of Oz, Reilly and Britton 1904. Illustrato da John R. Neill. Pubblicato in italiano con i titoli Il meraviglioso paese di Oz e Oz paese incantato
- Ozma of Oz, Reilly and Britton 1907. Illustrato da John R. Neill. Pubblicato in italiano con i titoli Ozma, regina di Oz e Ozma di Oz[5].
- Dorothy and the Wizard in Oz, Reilly and Britton 1908. Illustrato da John R. Neill. Pubblicato in italiano nel 2011 da Robin edizioni con il titolo Il ritorno del mago di Oz.
- The Road to Oz, Reilly and Britton 1909. Illustrato da John R. Neill. Uscito in italiano negli anni '50 con il titolo La strada per Oz[5].
- Emerald City of Oz, Reilly and Britton 1910. Illustrato da John R. Neill. Pubblicato in italiano con il titolo La città di smeraldo di Oz
- The Patchwork Girl of Oz, Reilly and Britton 1913. Illustrato da John R. Neill. Pubblicato in italiano con il titolo La ragazza di pezza di Oz
- Tok of Oz, Reilly and Britton 1914. Illustrato da John R. Neill. Pubblicato in italiano con il titolo Tic toc di Oz
- The Scarecrow of Oz, Reilly and Britton 1915. Illustrato da John R. Neill. Pubblicato in italiano con il titolo di Lo spaventapasseri di Oz
- Rinkitink in Oz, Reilly and Britton 1916. Illustrato da John R. Neill. Pubblicato in italiano con il titolo di Rinkitink a Oz
- The Lost Princess of Oz, Reilly and Britton 1917. Illustrato da John R. Neill. Pubblicato in italiano con il titolo di La principessa perduta di Oz
- Tin Woodman of Oz, Reilly and Britton 1918. Illustrato da John R. Neill. Pubblicato in italiano con il titolo di Il boscaiolo di latta di Oz
- The Magic of Oz, Reilly and Lee 1919. Illustrato da John R. Neill. Pubblicato in italiano con il titolo di La magia di Oz
- Glinda of Oz, Reilly and Lee 1920. Illustrato da John R. Neill. Pubblicato in italiano con il titolo di Glinda di Oz

### Altre opere
- The Maid of Arran (opera teatrale, 1882)
- The Book of Hamburgs (manuale di allevamento, 1896)
- By the Candelabra's Glare (poesia, 1897)
- Mother Goose in Prose (parafrasi delle filastrocche di Mamma Oca, 1897)
- Father Goose: His Book (poesia nonsense, 1899)
- The Army Alphabet (1900)
- The Navy Alphabet (1900)
- Songs of Father Goose (Father Goose in musica, 1900)
- The Art of Decorating Dry Goods Windows and Interiors (Manuale, 1900)
- Dot and Tot of Merryland (1901)
- American Fairy Tales (1901)
- La chiave universale (1901)
- La vita e le avventure di Babbo Natale (1902) (Vita e avventure di Babbo Natale, Mattioli 1885 2010)
- The Magical Monarch of Mo (1903) (Pubblicato precedentemente nel 1900 come A New Wonderland)
- The Enchanted Island of Yew (1903)
- A Kidnapped Santa Claus (1904)
- La storia del mantello magico (1905)
- John Dough and the Cherub (1906)
- The Sea Fairies (1911)
- Sky Island (1912)

### Sotto pseudonimo

#### Come Edith Van Dyne
- Aunt Jane's Nieces (1906)
- Aunt Jane's Nieces Abroad (1906)
- Aunt Jane's Nieces at Millville (1908)
- Aunt Jane's Nieces at Work (1907)
- Aunt Jane's Nieces in Society (1910)
- Aunt Jane's Nieces and Uncle John (1911)
- The Flying Girl (1911)
- Aunt Jane's Nieces on Vacation (1912)
- The Flying Girl and Her Chum (1912)
- Aunt Jane's Nieces on the Ranch (1913)
- Aunt Jane's Nieces Out West (1914)
- Aunt Jane's Nieces in the Red Cross (1915, ripubblicato nel 1918)
- Mary Louise (1916)
- Mary Louise in the Country (1916)
- Mary Louise Solves a Mystery (1916)
- Mary Louise and the Liberty Girls (1918)
- Mary Louise Adopts a Soldier (1919)

#### Come Laura Bancroft
- The Twinkle Tales (1906)
- Policeman Bluejay (1907)

#### Anonimo
- The Last Egyptian: A Romance of the Nile (1908)

## Filmografia

### Sceneggiatore
- The Fairylogue and Radio-Plays, regia di Francis Boggs e Otis Turner (1908)
- Il mago di Oz (The Wonderful Wizard of Oz), regia di Otis Turner - cortometraggio (1910)
- Dorothy and the Scarecrow in Oz, regia di Otis Turner - cortometraggio (1910)
- The Land of Oz, regia di Otis Turner - cortometraggio (1910)
- John Dough and the Cherub, regia di Otis Turner - cortometraggio (1910)
- The Patchwork Girl of Oz, regia di J. Farrell MacDonald (1914)
- The Magic Cloak, regia di J. Farrell MacDonald - cortometraggio (1914)
- Il mago di Oz (His Majesty, the Scarecrow of Oz), regia di J. Farrell MacDonald (1914)
- The Last Egyptian, regia di J. Farrell MacDonald (1914)
- The Gray Nun of Belgium, regia di Francis Powers (1915)

### Produttore
- The Fairylogue and Radio-Plays, regia di Francis Boggs e Otis Turner (1908)
- The Land of Oz, regia di Otis Turner - cortometraggio (1910)
- The Patchwork Girl of Oz, regia di J. Farrell MacDonald (1914)
- The Magic Cloak, regia di J. Farrell MacDonald - cortometraggio (1914)
- Il mago di Oz (His Majesty, the Scarecrow of Oz), regia di J. Farrell MacDonald (1914)
- The Last Egyptian, regia di J. Farrell MacDonald (1914)
- A Box of Bandits - cortometraggio (1915)
- The Country Circus - cortometraggio (1915)
- The Magic Bon Bons - cortometraggio (1915)
- In Dreamy Jungletown, regia di Violet MacMillan - cortometraggio (1916)

### Attore
- The Fairylogue and Radio-Plays, regia di Francis Boggs e Otis Turner (1908)
- Roaring Camp, regia di David Hartford (1916)
- The Flash of Fate, regia di Elmer Clifton (1918)